# HMS Ulysses (R69)
HMS Ulysses (R69/F17) là một tàu khu trục lớp U được Hải quân Hoàng gia Anh Quốc chế tạo trong Chương trình Khẩn cấp Chiến tranh để phục vụ trong Chiến tranh Thế giới thứ hai. Ulysses sống sót qua cuộc chiến tranh, được cải biến thành một tàu frigate nhanh chống tàu ngầm Kiểu 15 vào năm 1953 với ký hiệu lườn mới F17, và tiếp tục phục vụ cho đến khi ngừng hoạt động năm 1963 và bị tháo dỡ năm 1970. Nó là chiếc tàu chiến thứ tư của Hải quân Hoàng gia được đặt cái tên này.

## Thiết kế và chế tạo
Ulysses được chế tạo tại xưởng tàu của hãng Cammell Laird và được đặt lườn vào ngày 14 tháng 3 năm 1942. Nó được hạ thủy vào ngày 22 tháng 4 năm 1943 và nhập biên chế cùng Hải quân Hoàng gia vào ngày 23 tháng 12 năm 1943.

## Lịch sử hoạt động

### Thế Chiến II

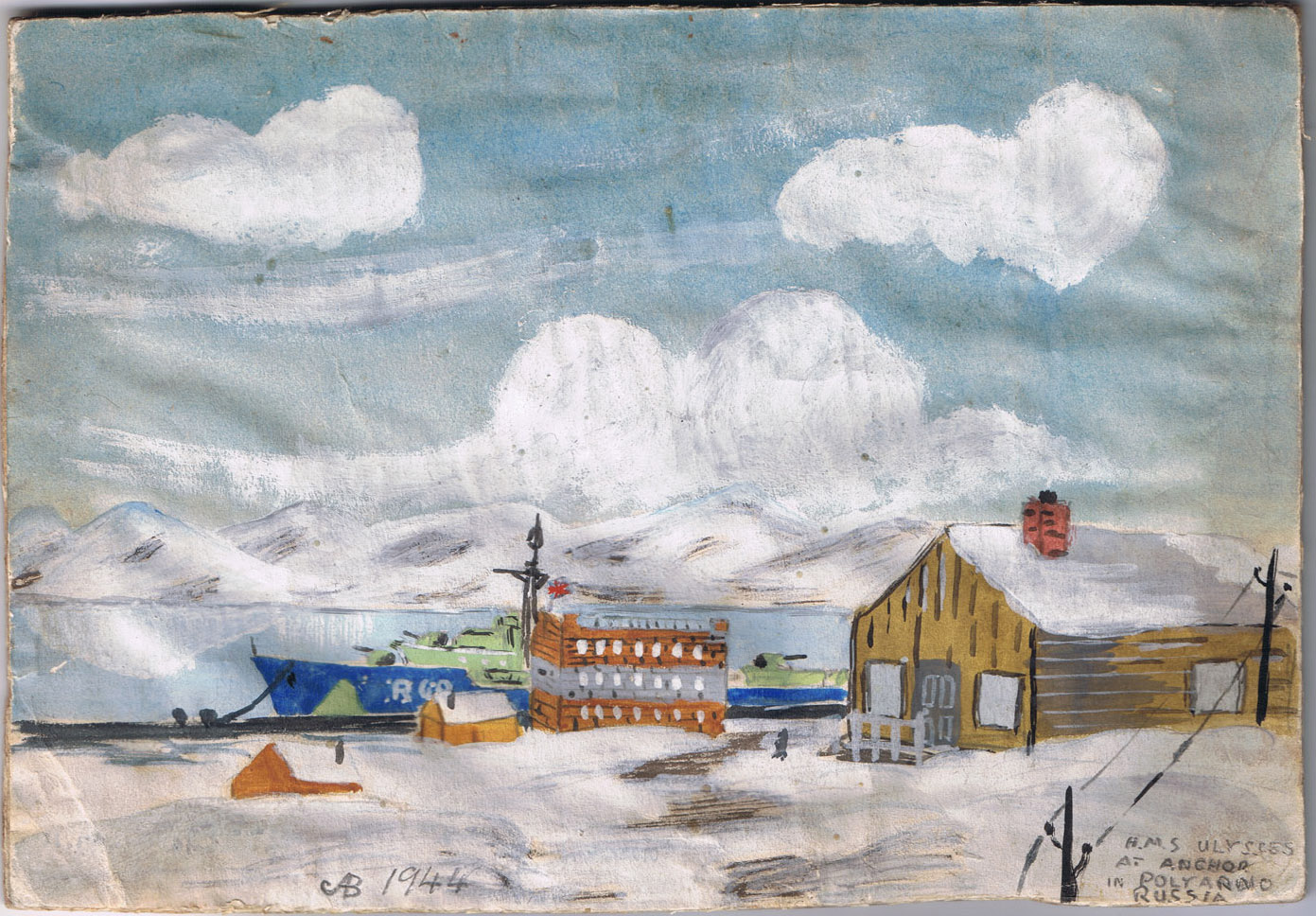
HMS Ulysses tại Polyarny, Nga, năm 1944; tranh vẽ của Arnold Barlow

Sau khi đi vào hoạt động, Ulysses được phân về Chi hạm đội Khu trục 25 trong thành phần Hạm đội Nhà, và đã tham gia hộ tống các Đoàn tàu vận tải Bắc Cực. Đến tháng 6 năm 1944, nó tham gia Chiến dịch Overlord, bắn pháo hỗ trợ trong cuộc Đổ bộ Normandy. Vào cuối năm 1944 và đầu năm 1945, nó được tái trang bị để phục vụ tại Viễn Đông, và đến tháng 3 năm 1945, nó rời Anh Quốc để gia nhập Hạm đội Thái Bình Dương. Sau khi chiến tranh kết thúc, nó quay trở về Anh vào năm 1946 và được đưa về lực lượng dự bị không lâu sau đó.

### Sau chiến tranh
Vào năm 1953, Ulysses được chọn để cải biến toàn diện thành một tàu frigate nhanh chống tàu ngầm Kiểu 15; công việc cải biến được thực hiện tại Xưởng tàu Devonport. Đến năm 1956, nó tham gia Hải đội Frigate, một phần của lực lượng Hải quân Hoàng gia tham gia Chiến dịch Musketeer tại vùng kênh đào Suez. Nó được cho xuất biên chế năm 1963 và đưa về lực lượng dự bị cho đến năm 1966. Ulysses được tháo dỡ tại Plymouth vào năm 1970.